# ساوت پارک مکزیکن
ساوت پارک مکزیکن (انگلیسی: South Park Mexican؛ زادهٔ ۵ اکتبر ۱۹۷۰) یک رپر اهل ایالات متحده آمریکا است.